# Eduardo Alfonso
Eduardo Alfonso Hernán (Madrid, 29 de noviembre de 1894-Madrid, 17 de abril de 1991) fue un médico y teósofo español, pionero del vegetarianismo y del naturismo en España.
Nació en la calle del Arenal n.º 26, en el centro de Madrid. Estudió Medicina en el Colegio de Cirugía de San Carlos, donde, entre otros, tuvo como profesores a Ramón y Cajal y al doctor Forns, discípulo este último de José de Letamendi y presidente de la primera Asociación Vegetariana Española. Se licenció en 1917 y terminó el doctorado en 1919, fecha en la que se trasladó a Barcelona donde ejerció como médico naturista y fundó, junto al pintor Federico Macé, una revista en la que defendía sus ideas vegetarianas y naturistas, titulada Kosmos, que posteriormente cambiaría su título por el de Acción naturista. 
Regresó a Madrid. La lectura de Wagner mitólogo  y  ocultista le impresionó mucho y le llevó a acercarse al teósofo Mario Roso  de  Luna, al que consideró siempre su maestro y con quien tuvo una relación muy estrecha. Como su maestro, fue  miembro activo del Ateneo de Madrid y, durante unos años (entre 1918 y 1921), masón.
Fundó, junto a Roso, la Schola Philosophicae Initiationis en 1928, con el propósito de difundir en España los principios de la teosofía y combatir las desviaciones doctrinales en las que había incurrido, a su juicio, la Sociedad Teosófica, sobre todo en su reconocimiento de Jiddu Krishnamurti como el Instructor del Mundo, que ellos rechazaban. Además de las tertulias en el Café Gijón, la Schola Philosophicae Initiationis construyó, a modo de cooperativa de socios, un edificio en Manzanares el Real (provincia de Madrid) que fue bautizado como La Casa del Filósofo, donde desarrolló sus actividades.
Tras la muerte del Roso de Luna en 1931, Alfonso quedó como cabeza visible de la Escuela, hasta que el golpe de Estado del 18 de julio de 1936 y la subsiguiente guerra civil española terminó con la actividad de la Escuela.
Tras la Guerra Civil, el Colegio de Médicos de Madrid le abrió un expediente en 1939 por haber pertenecido durante la Guerra Civil a la CNT. En 1941 aparecieron documentos que le comprometían con la masonería, por lo que le juzgó un tribunal presidido por el general Saliquet, quien le aplicó la Ley para la Represión de la Masonería y el Comunismo con toda dureza, pues Alfonso se negó declararse católico. Se le condenó a dieciséis años de prisión, luego reducidos a seis, de los que cumplió tres. Estuvo preso en diferente cárceles. En la de Burgos, escribió sus libros Problemas religiosos e Historia comparada de las religiones y recuperó su actividad masónica. En su celda, la n.º 96, se constituyó una logia secreta a la que solo podían pertenecer las personas que no se hubieran retractado ante un tribunal de sus ideas. Indultado y  desterrado en Santiago de Compostela, pidió permiso para exiliarse en Chile. Vivió en varios países americanos (Chile, Argentina o Puerto Rico, donde dio clases de Biología en la Universidad de Río Piedras). 
En Buenos Aires colaboró en la revista Viva 100 Años, pionera del naturismo en castellano desde la década de 1930 y junto a médicos de la talla del también violinista Ezequiel Ramos Mejía y del homeópata Mariano Barilari. 
Allí escribió sus libros más célebres, como Manual de Curación Naturista, La Atlántida, El Egipto Hermético y su best-seller Curso de Medicina Natural en 40 Lecciones, la mayoría de ellos publicados por la editorial Kier. 
En la década de 1940 emprendió un viaje a caballo desde Buenos Aires hasta los Estados Unidos, llevándole tres años de su vida dicha aventura y varios caballos que cambiaba sobre la marcha para no cansarlos.  
En 1966, regresó a España y continuó dedicándose a la medicina naturista y a la divulgación del vegetarianismo a través de nuevos libros y charlas, siempre acompañado  por su mujer argentina Mima Messeguer y realizando actividades entre Madrid y Buenos Aires. 
El doctor Alfonso falleció en Madrid regresando de Buenos Aires tras dar algunas conferencias y a los 96 años de edad. Su muerte fue natural. Al aterrizar el avión la azafata intentó despertarlo pero comprobó que el doctor Alfonso había fallecido sentado y sin ningún síntoma doloroso. Simplemente su corazón había dejado de latir.
Tal como él siempre afirmaba: "yo no cuento la vida de una persona por sus años sino por el número de sus latidos del corazón". 